# مارماهی پلیکانی
مارماهی پلیکانی (نام علمی: Eurypharynx pelecanoides) نام یک گونه از راسته مارماهی‌سانان پلیکانی است.